# هاستينغز كيث
هاستينغز كيث هو سياسي أمريكي، ولد في 22 نوفمبر 1915 في بروكتون في الولايات المتحدة، وتوفي بنفس المكان في 19 يوليو 2005. نشط حزبياً في الحزب الجمهوري. وقد انتخب عضو مجلس النواب الأمريكي ‏.